# Amarildo
Amarildo Tavares da Silveira (* 29. července 1939, Campos dos Goytacazes) je bývalý brazilský fotbalový útočník, mistr světa z roku 1962. Na MS byl povolán jako náhradník, příležitost dostal poté, co se Pelé zranil v utkání s Československem. Amarildo rozhodl dvěma brankami o vítězství nad Španělskem 2:1 a tím o postupu Brazilců za základní skupiny. Třetí gól na turnaji vstřelil ve finále proti ČSSR, když vyrovnával v 17. minutě na 1:1 (Brazílie nakonec vyhrála 3:1).
Kromě toho se stal dvakrát mistrem Brazílie (1962 s Botafogem a 1974 s CR Vasco da Gama, jednou mistrem Itálie (1969 jako hráč ACF Fiorentina) a v dresu Botafoga vyhrál v roce 1963 mezinárodní klubovou soutěž Tournoi de Paris, kde byl vyhlášen nejlepším hráčem turnaje.
Jako trenér vedl kluby Espérance Sportive de Tunis (získal s ním v roce 1985 tuniský titul) a America Rio de Janeiro.